# Gare du Mont Fuji
La gare du Mont Fuji (富士山駅, Fujisan-eki) est une gare ferroviaire japonaise située dans la ville de Fujiyoshida dans la préfecture de Yamanashi. Elle est gérée par la Fujikyu Railway.

## Situation ferroviaire
Gare en cul-de-sac, Mont Fuji est située au point kilométrique (PK) 23,6 de la ligne Fujikyuko. 

## Histoire
La gare a été inaugurée le 19 juin 1929 sous le nom de gare de Fuji-Yoshida. Elle prend son nom actuel en 2011 après la rénovation de la gare menée par Eiji Mitooka.

## Service des voyageurs

### Accueil
La gare dispose d'un bâtiment voyageurs, avec guichet, ouvert tous les jours.

### Desserte
- Ligne Fujikyuko :
  - voie 2 : direction Kawaguchiko
  - voie 3 : direction Ōtsuki (interconnexion avec la ligne principale Chūō pour Shinjuku)